# Тущикудик
Тущикуди́к (каз. Тұщықұдық) — село у складі Ісатайського району Атирауської області Казахстану. Адміністративний центр Тущикудицького сільського округу.
У радянські часи село називалось Чапаєвське.
Населення — 4683 особи (2021; 4108 у 2009, 3600 у 1999, 3480 у 1989).